# Markus Tegebäck
Markus Johan Tore Tegebäck, född 28 mars 1997, är en svensk före detta fotbollsspelare.

## Karriär
Tegebäck värvades som 15-åring från Norrahammars IK till Jönköpings Södra IF av lagets dåvarande U17-tränare Jimmy Thelin. I januari 2015 skrev Tegebäck på ett lärlingskontrakt som innebar att han skulle träna tillsammans med klubbens A-lag, och i februari 2016 skrev han på ett treårskontrakt som innebär att han spelar för A-laget.
2016 lånades Tegebäck ut till Norrby IF. Säsongen 2017 lånades han ut till Husqvarna FF. Första halvan av 2018 spelade Tegebäck för Jönköpings Södras samarbetsklubb Tenhults IF. Andra halvan av 2018 var han utlånad till Assyriska IK.
I december 2018 värvades Tegebäck av Assyriska IK, där han skrev på ett tvåårskontrakt. Under första halvan av 2021 hade Tegebäck ett uppehåll från fotbollen men sommaren 2021 blev han klar för spel i division 2-klubben IK Tord.